# Вільяльба-де-ла-Сьєрра
Вільяльба-де-ла-Сьєрра (ісп. Villalba de la Sierra) — муніципалітет в Іспанії, у складі автономної спільноти Кастилія-Ла-Манча, у провінції Куенка. Населення — 568 осіб (2010).
Муніципалітет розташований на відстані близько 140 км на схід від Мадрида, 16 км на північ від Куенки.

## Демографія
Динаміка населення (INE ):